# Red Boys Differdange
Football Association Red Boys Differdange – luksemburski klub piłkarski z siedzibą w mieście Differdange.

## Osiągnięcia
- Mistrz Luksemburga (6): 1922/23, 1925/26, 1930/31, 1931/32, 1932/33, 1978/79
- Wicemistrz Luksemburga (10): 1926/27, 1933/34, 1934/35, 1957/58, 1973/74, 1975/76, 1979/80, 1980/81, 1983/84, 1984/85
- Puchar Luksemburga (15): 1924/25, 1925/26, 1926/27, 1928/29, 1929/30, 1930/31, 1933/34, 1935/36, 1951/52, 1952/53, 1957/58, 1971/72, 1978/79, 1981/82, 1984/85
- Finał Pucharu Luksemburga (9): 1923/24, 1931/32, 1934/35, 1947/48, 1949/50, 1954/55, 1969/70, 1976/77, 1985/86

## Historia
Chronologia nazw:
- 1907: Sport Club Differdange
- 1919: Red Boys Differdange
- 1940: FK 07 Differdingen
- 1944: Red Boys Differdange
- 2003: klub rozformowano - po fuzji z AS Differdange tworząc FC Differdange 03

Sport Club Differdange założony został w 1907 roku, rok po najstarszym w Luksemburgu klubie Fola Esch. W 1910 zespół debiutował w Mistrzostwach Luksemburga. W sezonie 1911/12 nie uczestniczył w rozgrywkach, a w następnym sezonie mistrzostwa nie rozgrywane z powodu nieporozumień w Związku Piłkarskim. Dopiero w sezonie 1913/14 ponownie startował w Éischt Divisioun. W sezonie 1915/16 roku klub występował w drugiej lidze luksemburskiej. W 1917, 1918 i 1919 był drugim w tabeli. Po zakończeniu sezonu 1918/19 zmienił nazwę na Red Boys Differdange, a w 1920 zdobył mistrzostwo drugiej ligi i wrócił do Éischt Divisioun. Wkrótce klub sięgnął po liczne trofea na krajowej arenie.
W latach 20. i 30. Red Boys wspólnie ze Sporą Luksemburg dominowali w krajowych rozgrywkach, dzieląc się tytułami. W latach 1923–1936 Red Boys zdobył 13 krajowych trofeów - o 5 więcej od stołecznej Spory, swego największego rywala. Nigdy w historii luksemburskiego futbolu nie zdarzyło się, by jakiś klub w równie krótkim czasie dokonał takich osiągnięć. Pomimo tego, że klub nie funkcjonował w czasie drugiej wojny światowej, po wojnie Red Boys znów należał do krajowej czołówki. Klub wciąż jest rekordzistą, jeśli chodzi o Puchar Luksemburga, który zdobywał 15 razy. Do drużyny Differdange należy jeszcze jeden rekord - najwyższa porażka w historii europejskich pucharów (14:0 z Ajaxem Amsterdam w Pucharze Europy 1984/85).
Red Boys zakończył swoje istnienie w 2003 roku, w trakcie trwania sezonu 2003/04. Klub w tym czasie błąkał się w dolnych rejonach tabeli drugiej ligi. W wyniku fuzji z trzecioligowym klubem AS Differdange powstał nowy klub Differdange 03, który zastąpił w luksemburskiej lidze klub Red Boys.

## Europejskie puchary
Legenda do wszystkich tabel:
- Q – runda eliminacyjna, 1/16, 1/8, 1/4, 1/2 – odpowiednia faza rozgrywek, Grupa – runda grupowa, 1r gr – pierwsza runda grupowa, 2r gr – druga runda grupowa, F – finał, R – runda, PO – play-off
- k. – rzuty karne, los. – losowanie, Dogr. – dogrywka, w. – zasada bramek strzelonych na wyjeździe

| Sezon   | Rozgrywki                 | Runda | Przeciwnik           | Dom | Wyjazd | Ogólnie |
| ------- | ------------------------- | ----- | -------------------- | --- | ------ | ------- |
| 1972/73 | Puchar Zdobywców Pucharów | 1R    | A.C. Milan           | 1–4 | 0–3    | 1–7     |
| 1974/75 | Puchar UEFA               | 1R    | Olympique Lyon       | 1–4 | 0–7    | 1–11    |
| 1976/77 | Puchar UEFA               | 1R    | KSC Lokeren          | 0–3 | 1–3    | 1–6     |
| 1977/78 | Puchar UEFA               | 1R    | AZ Alkmaar           | 0–5 | 1–11   | 1–16    |
| 1979/80 | Puchar Europy             | 1R    | Omonia Nikozja       | 2–1 | 1–6    | 3–7     |
| 1980/81 | Puchar UEFA               | 1R    | AZ Alkmaar           | 0–4 | 0–6    | 0–10    |
| 1981/82 | Puchar UEFA               | 1R    | Sporting CP          | 0–7 | 0–4    | 0–11    |
| 1982/83 | Puchar Zdobywców Pucharów | 1R    | Waterschei Thor Genk | 0–1 | 1–7    | 1–8     |
| 1984/85 | Puchar UEFA               | 1R    | AFC Ajax             | 0–0 | 0–14   | 0–14    |
| 1985/86 | Puchar Zdobywców Pucharów | 1R    | AIK Fotboll          | 0–5 | 0–8    | 0–13    |